# Терешківка (станція)
Терешківка — проміжна залізнична станція 4-го класу Полтавської дирекції Південної залізницї на неелектрифікованій лінії  Ромодан — Кременчук між роз'їздом Мазурівка (4,4 км) та станцією  Рокитна (4,7 км). Розташована на околиці міста Кременчук, за 3 км від села Вільна Терешківка Кременчуцького району Полтавської області, від назви якої і походить станція.

## Історія
Станція відкрита у 1966 році, одна з наймолодших станцій Південної залізниці, у зв'язку з будівництвом Кременчуцького нафтопереробного заводу (НПЗ). 10 червня 1966 року відбулося відкриття станцій Заводська (нині — Кагамлицька) та ТЕЦ (нині — Терешківка). Згодом станцію Мазурівка було перенесено за 4 км у напрямку станції Ромодан, а станції: ТЕЦ перейменовано в Терешківку, Заводську в Кагамлицьку. згодом відбулося об'єднання станцій Рокитна та Кагамлицька. Перша стала виконувати функцію приймального парку, а друга — сортувального. Нині станція Терешківка обслуговує Кременчуцький завод технічного вуглецю та Кременчуцьку ТЕЦ.

## Інфраструктура
Станція має одну бічну пасажирську платформу, три колії, вокзал. На станції споруджено вагонний парк із сортувально-вантажним майданчиком, який належить заводу технічного вуглецю. 

## Послуги
- Приймання та видача вантажів вагонними і дрібними відправками, що завантажуються цілими вагонами, тільки на під'їзних коліях та місцях незагального користування.
- Приймання та видача вантажів в універсальних контейнерах масою брутто 20 і 24 т на під'їзних коліях.
- Посадка і висадка пасажирів на поїзди приміського та місцевого сполучення. Прийом та видача багажу не проводиться.

## Пасажирське сполучення
На станції зупиняються приміські поїзди сполученням Кременчук — Ромодан / Гадяч.

## Галерея

Вокзал станції Терешківка
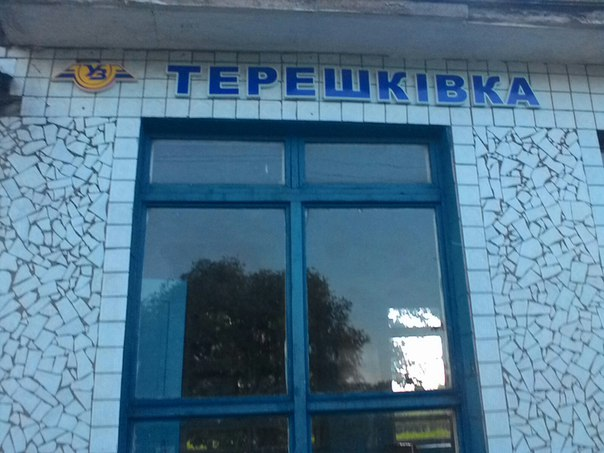
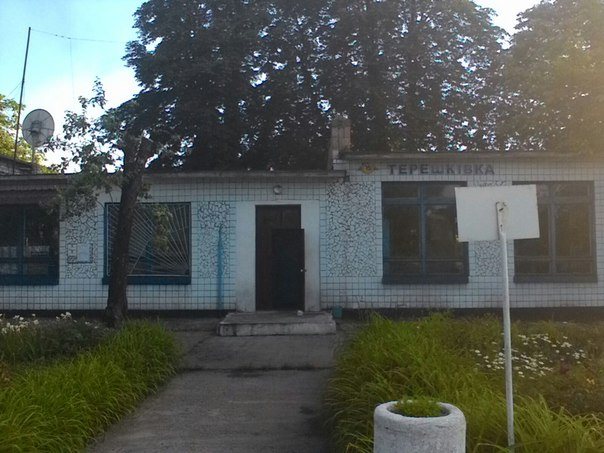
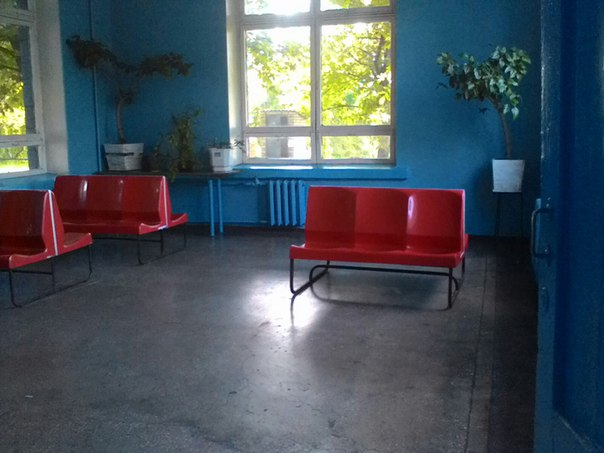

Краєвиди станції Терешківка
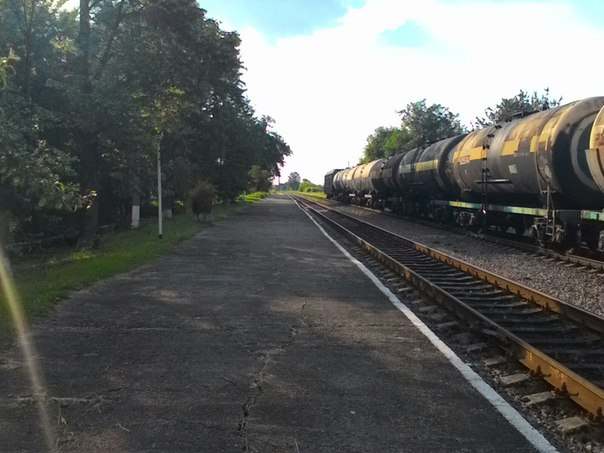
Вигляд у бік роз'їзду Мазурівка
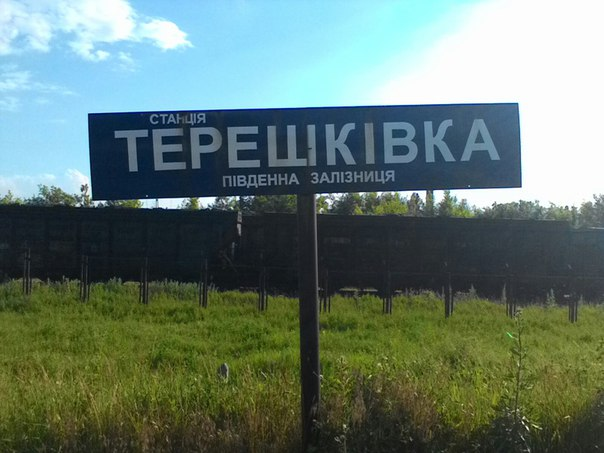
Вигляд у бік роз'їзду Мазурівка
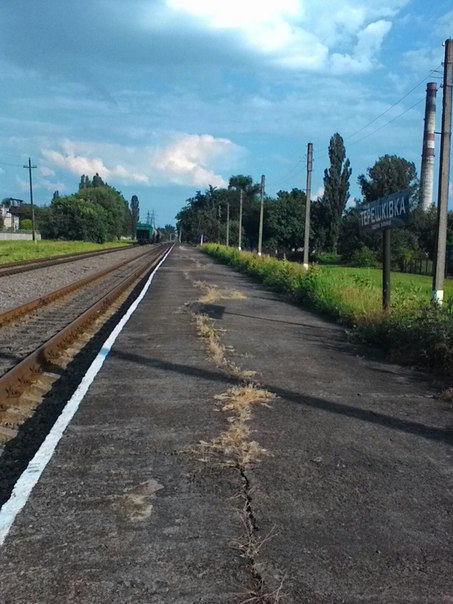
Вигляд у бік станції Кагамлицька
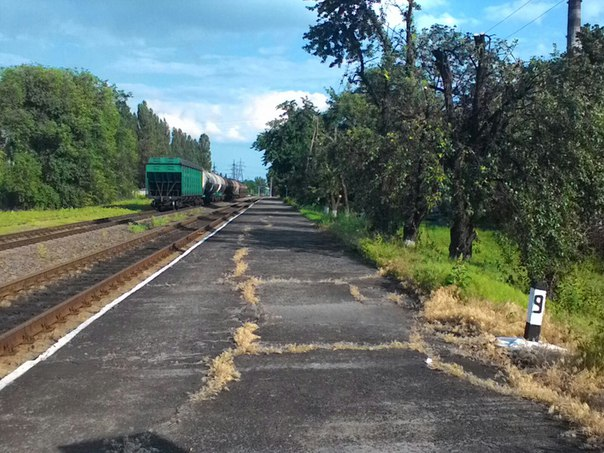
Перон
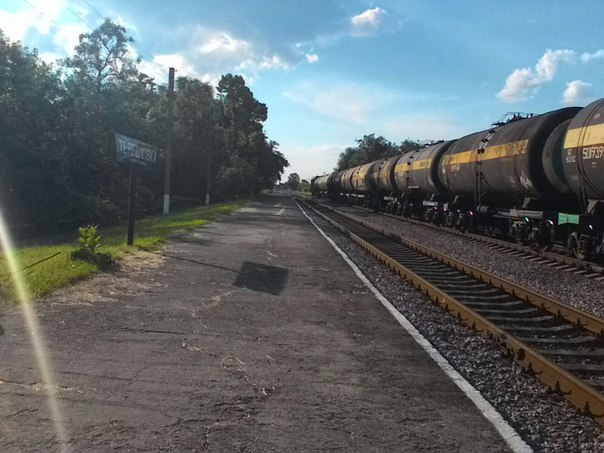
Пасажирська платформа
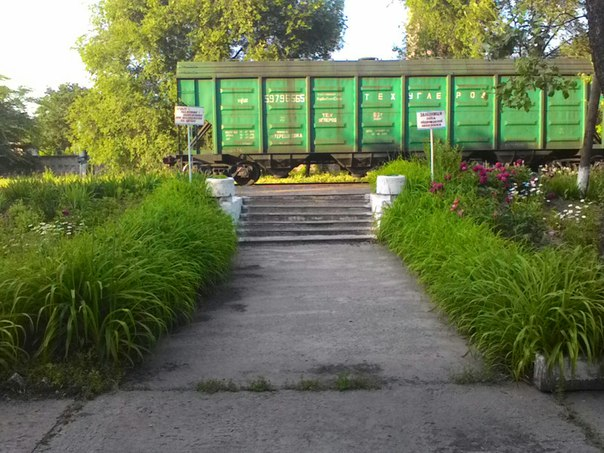
Вихід на платформу